# Liste der Baudenkmale in Gültz
In der Liste der Baudenkmale in Gültz sind alle denkmalgeschützten Bauten der Gemeinde Gültz (Mecklenburg-Vorpommern) und ihrer Ortsteile aufgelistet.
Grundlage ist die Veröffentlichung der Denkmalliste des Landkreises Mecklenburgische Seenplatte (Auszug) vom 20. Januar 2017.

## Baudenkmale nach Ortsteilen

### Gültz
| ID  | Lage                                                                      | Bezeichnung                         | Beschreibung | Bild             |
| --- | ------------------------------------------------------------------------- | ----------------------------------- | --- | ---------------- |
| 467 | Bahnhofstraße (ca. 1,2 km nordöstlich von Gültz an der Bahnlinie) (Karte) | Bahnhof mit                         | Der Bahnhof Gültz wurde mit der Strecke der Berliner Nordbahn 1877 eröffnet. Er liegt weit außerhalb des Ortes. Mitte der 1990er Jahre wurde der Personenverkehr eingestellt, wenig später der Bahnhof auch als Betriebsstelle geschlossen. | Bahnhof mit      |
| 467 |                                                                           | Empfangsgebäude,                    | Das Empfangsgebäude ist ein Typenbau, wie man ihn so ähnlich auch an einer Reihe weiterer Stationen der Strecke findet. Es steht seit Jahrzehnten leer und wird von Vegetation überwuchert.                                                 | Empfangsgebäude, |
| 467 |                                                                           | Güterboden,                         | | Güterboden,      |
| 467 |                                                                           | Aborthaus,                          | | Aborthaus,       |
| 467 |                                                                           | Schuppen,                           | | Schuppen,        |
| 467 | (ca. 300 m südlich des Empfangsgebäudes)                                  | Stellwerk,                          | | Stellwerk,       |
| 467 | (ca. 170 m nördlich des Empfangsgebäudes)                                 | Bahnarbeiterhaus                    | | Bahnarbeiterhaus |
| 468 | Kastanienallee 3/4                                                        | Landarbeiterhaus mit                | |                  |
| 468 |                                                                           | Stall                               | |                  |
| 469 | Dorfstraße (Karte)                                                        | Kirche mit                          | | Weitere Bilder   |
| 469 |                                                                           | Friedhof,                           | |                  |
| 469 |                                                                           | Feldsteinmauer und                  | |                  |
| 469 |                                                                           | Grabstätte v. Maltzahn              | |                  |
| 470 | Parkstraße (Karte)                                                        | Gutsanlage mit                      | | Weitere Bilder   |
| 470 | Parkstraße 12                                                             | Gutshaus                            | |                  |
| 470 | (an Parkstraße 7)                                                         | Pferdestall,                        | |                  |
| 470 | Parkstraße 12 (nordöstlich des Gutshauses)                                | Geflügelstall,                      | | Weitere Bilder   |
| 470 | Parkstraße 6                                                              | ein Flügelbau des alten Gutshauses, | |                  |
| 470 | (an Parkstraße 12)                                                        | Lenné-Park mit                      | |                  |
| 470 | Parkstraße 12 (nordöstlich des Gutshauses)                                | Eiskeller,                          | |                  |
| 470 | Parkstraße                                                                | Allee zum Gutshaus                  | |                  |

### Hermannshöhe
| ID  | Lage            | Bezeichnung        | Beschreibung | Bild |
| --- | --------------- | ------------------ | ------------ | ---- |
| 489 | Hermannshöhe 31 | Gutsanlage mit     |              |      |
| 489 |                 | Gutshaus,          |              |      |
| 489 |                 | Allee,             |              |      |
| 489 | Dorfstraße 52   | Pferdestall,       |              |      |
| 489 |                 | Handschwengelpumpe |              |      |

### Seltz
| ID  | Lage          | Bezeichnung | Beschreibung | Bild           |
| --- | ------------- | ----------- | ------------ | -------------- |
| 967 | Seltz (Karte) | Kirche      |              | Weitere Bilder |

## Gestrichene Baudenkmale
- Hermannshöhe, Wirtschaftsgebäude

## Quelle
- Karte der Baudenkmale im Geoportal des Landkreises